# Mitt julkort
Mitt julkort utkom i december 1994 och är ett julalbum av den svenska sångerskan Jenny Öhlund, numera gift Silver, där även medlemmar från hennes dåvarande dansband Candela medverkar. Albumet innehöll julsånger med text på svenska. CD-versionen gavs ut på skivmärket KM, MK-versionen på Mariann. Albumet var hennes första i eget namn.

## Låtförteckning
1. Låt julen förkunna (Happy Christmas (War Is Over)) (J. Lennon-J. Ono-P. Bäckman)
2. Jingeling, tingeling (Sleigh Ride) (L. Andersson-M. Parish-B. Wolgers)
3. Julen är här (B. Butt/S. Rydell)
4. Julen är här i vårt hus (Rockin' Around the Christmas Tree) (J. Marks-K. Almgren)
5. Gläns över sjö och strand (A. Tegner-V. Rydberg)
6. Jag såg mamma kyssa tomten (I Saw Mommy Kissing Santa Claus) (T. Connor-Ninita)
7. Hemmets jul (R. Cedermark)
8. Jag drömmer om en jul hemma  (White Christmas) (I. Berlin-Karl-Lennart)
9. Rudolf med röda mulen (Rudolph the Red-Nosed Reindeer) (J. Marks-E. Sandström)
10. Natten tänder ljus på himlen (L. Andersson-C. von Melen)
11. Det hände sig för länge sedan (Mary's Boychild) (J. Hairston-J. Erixon-Arr: G. Keller)
12. Stilla natt (Stille Nacht, heilige Nacht, F. Gruber-O. Mannström Arr: G. Keller)
13. Den julen (Last Christmas) (G. Michael-Å. Lindfors)
14. Bella Notte (S. Burke-P. Lee-G. Sandberg-L. Reuterskiöld)
15. Härlig är jorden (Schönster Herr Jesu, schleisk folkvisa) (lyrics: Severin-Ingman/Båth-Holmberg) Arr: G.Keller)

### Fotnoter
1. ↑  ”Candela historik”. Candela. 9 mars 1994. Arkiverad från originalet den 11 september 2011. https://web.archive.org/web/20110911170234/http://www.candela.nu/historik.htm. Läst 28 december 2010.
2. ↑  ”Mitt julkort”. Svensk mediedatabas. 9 mars 1994. http://smdb.kb.se/catalog/id/001507007. Läst 28 december 2010.
3. ↑  ”Mitt julkort”. Svensk mediedatabas. 9 mars 1994. http://smdb.kb.se/catalog/id/001536115. Läst 28 december 2010.